# Xyrichtys
Xyrichtys ist eine Gattung aus der Familie der Lippfische (Labridae). Arten der elf Arten umfassenden Gattung kommen vor allem im westlichen und östlichen tropischen und subtropischen Atlantik vor, zwei Arten leben im Indischen Ozean und je eine im Mittelmeer, im Roten Meer und im östlichen Pazifik.

## Merkmale
Xyrichtys gehört zur Unterfamilie der Messerlippfische und alle Arten der Gattung haben einen mehr oder weniger langgestreckten, seitlich stets deutlich abgeflachten Körper. An der Kieferspitze befinden sich in jedem Kiefer ein Paar großer, konischer Zähne. Das untere Paar greift bei geschlossenem Maul in das obere Paar. Eckzähne im Mundwinkel sind nicht vorhanden. Die Zähne auf der Pharyngealia sind stumpf. Die Seitenlinie ist unterbrochen. Die Kiemenrechen sind kurz. Der Rand des Präoperculums ist glatt. Die Basen von Rücken- und Afterflosse sind unbeschuppt. Die Schwanzflosse ist leicht abgerundet.
Der Schädel ist bei adulten Xyrichtys deutlich flacher als bei ausgewachsenen Exemplaren der nah verwandten Gattung Iniistius. Das Gaumenbein überlappt des Ectopterygoid bei Iniistius, während beide Knochen bei Xyrichtys getrennt sind. Die Rückenflosse beginnt bei Iniistius etwa einen halben Durchmesser der Orbita hinter dem Auge, bei Xyrichtys beginnt sie einen ganzen Durchmesser der Orbita hinter dem Auge. Der Abstand zwischen dem zweiten und dem dritten Flossenstrahl der Rückenflosse ist bei Iniistius deutlich größer als bei Xyrichtys. In diesem Raum befinden sich bei Iniistius keine Pterygophoren, zwei jedoch bei Xyrichtys.

## Arten

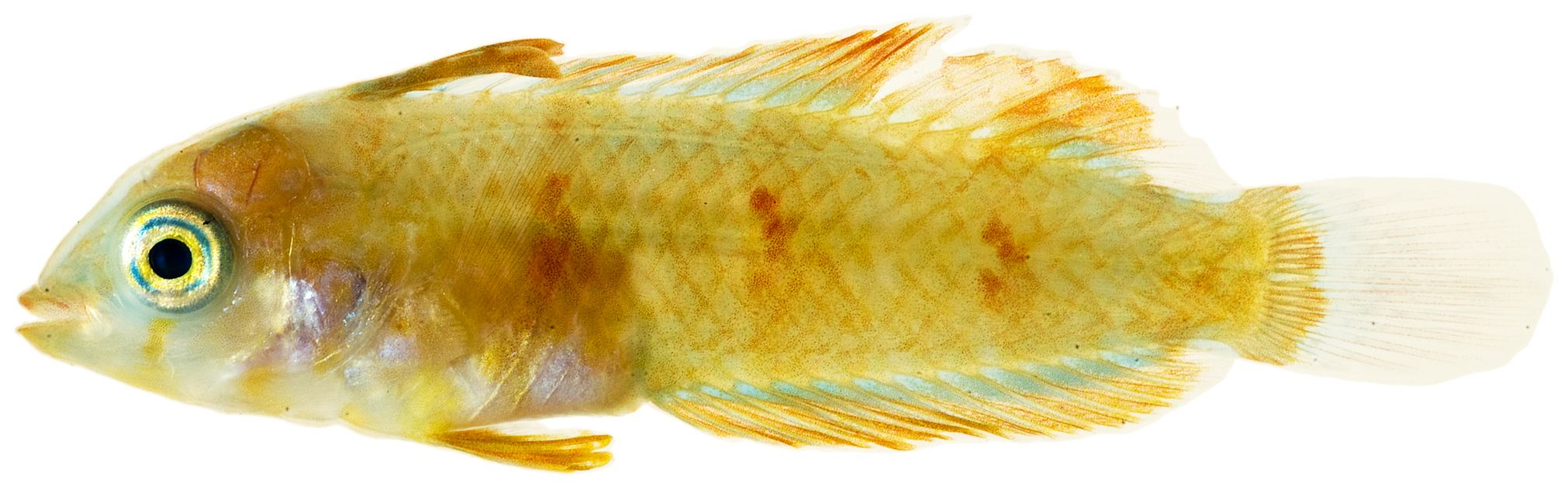
Xyrichtys splendens, Jungfisch

Zur Gattung Xyrichtys gehören elf Arten:
- Xyrichtys blanchardi (Cadenat & Marchal, 1963)
- Xyrichtys incandescens Edwards & Lubbock, 1981
- Xyrichtys javanicus (Bleeker, 1862)
- Xyrichtys martinicensis Valenciennes, 1840
- Xyrichtys mundiceps Gill, 1862
- Xyrichtys novacula (Linnaeus, 1758)
- Xyrichtys rajagopalani Venkataramanujam, Venkataramani & Ramanathan, 1987
- Xyrichtys sanctaehelenae (Günther, 1868)
- Xyrichtys splendens Castelnau, 1855
- Xyrichtys victori Wellington, 1992
- Xyrichtys wellingtoni Allen & Robertson, 1995